# Violante de Aragón y Sicilia
Violante de Aragón (Aragón, 1273-Termini Imerese, agosto de 1302) fue infanta de Aragón y los otros reinos de su padre Pedro III de Aragón.

## Biografía
Hija de Pedro III de Aragón y su esposa Constanza II de Sicilia y por tanto nieta de Jaime I de Aragón y Manfredo I de Sicilia, y hermana entre otros de Jaime II de Aragón, Alfonso III de Aragón, Federico II de Sicilia y Santa Isabel de Portugal.
Contrajo matrimonio el 23 de marzo de 1297 en Roma con el infante Roberto de Nápoles, futuro Roberto I. De este matrimonio nacieron dos hijos:
- El infante Carlos de Calabria (1298-1328), nombrado duque de Calabria y por tanto heredero del reino, padre de Juana I
- El infante Luis de Nápoles (1301-1310)

Violante no llegó a ser reina consorte de Nápoles, ya que murió antes de que su marido heredara el reino.
Murió en agosto de 1302 en Termini Imerese, localidad cercana a Nápoles.